# Ałtaj Południowy
Ałtaj Południowy (kaz.: Оңтүстік Алтай жотасы, Ongtüstyk Ałtaj żotasy; ros.: Южный Алтай, Jużnyj Ałtaj) – pasmo górskie w południowym Ałtaju, na terytorium Kazachstanu, Rosji i Chin. Rozciąga się na długości ok. 125 km. Najwyższy szczyt osiąga 3871 m n.p.m. Na przedgórzu, do wysokości 1400–1500 m n.p.m. dominuje krajobraz stepowy, wyżej, do wysokości 2100–2200 m n.p.m., pasmo porastają lasy modrzewiowe. W najwyższych partiach przeważają łąki alpejskie i subalpejskie. Występują lodowce górskie.